# 金町站 (岐阜縣)
金町站（日语：／ Koganemachi eki */?）是位於岐阜縣岐阜市金町4丁目，名古屋鐵道岐阜市內線（忠節支線）的電車站（廢站）。

## 歷史
- 1925年（大正14年）6月1日 - 美濃電氣軌道徹明町站至千手堂站之間開通，高野町站（日语：／）啟用[1]。
- 1944年（昭和19年） - 車站暫停營業[1]。
- 1950年（昭和25年）9月10日 - 車站重開，並且改名為金町站[1]。
- 2005年（平成17年）4月1日 - 隨著岐阜市內線全線廢除，此站也被廢除[2]。

## 電車站構造
截至電車站廢除前，此站是地面車站，設有2面2線的相對式月台。兩個乘車處都是斜對向的，分別前往不同方向。乘車處是位於道路上，沒有安全地帶，只有被稱為「Green Belt」的路面範圍（在該處路面會塗上綠色塗裝）。

### 配線圖
| ← 千手堂方向    | 金町站 站內配線略圖 | → 徹明町方向 |
| 图例 参考文献： |                     |              |

## 電車站周邊
- 金神社（日语：金神社 (岐阜市)）
- 明治安田生命金町大廈
- 宮下藥局

## 相鄰電車站
名古屋鐵道
■岐阜市內線
徹明町－金町－千手堂

## 注腳
1. 1 2 3  . 鄉土出版社. 1997: 218–230. ISBN 4-87670-097-4 （日语）.
2. ↑  今尾惠介（監修）.  7号. 新潮社. 2008: 52. ISBN 978-4107900258 （日语）.
3. ↑  川島令三. . 名古屋北部・岐阜篇 1. 草思社. 1997: 131. ISBN 4-7942-0796-4 （日语）.
4. ↑  電氣車研究會，《鐵道畫刊》通卷第473號 1986年12月 臨時增刊号 「特集 - 名古屋鐵道」，附圖「名古屋鐵道路線略圖」